# Seilbahn Laveno

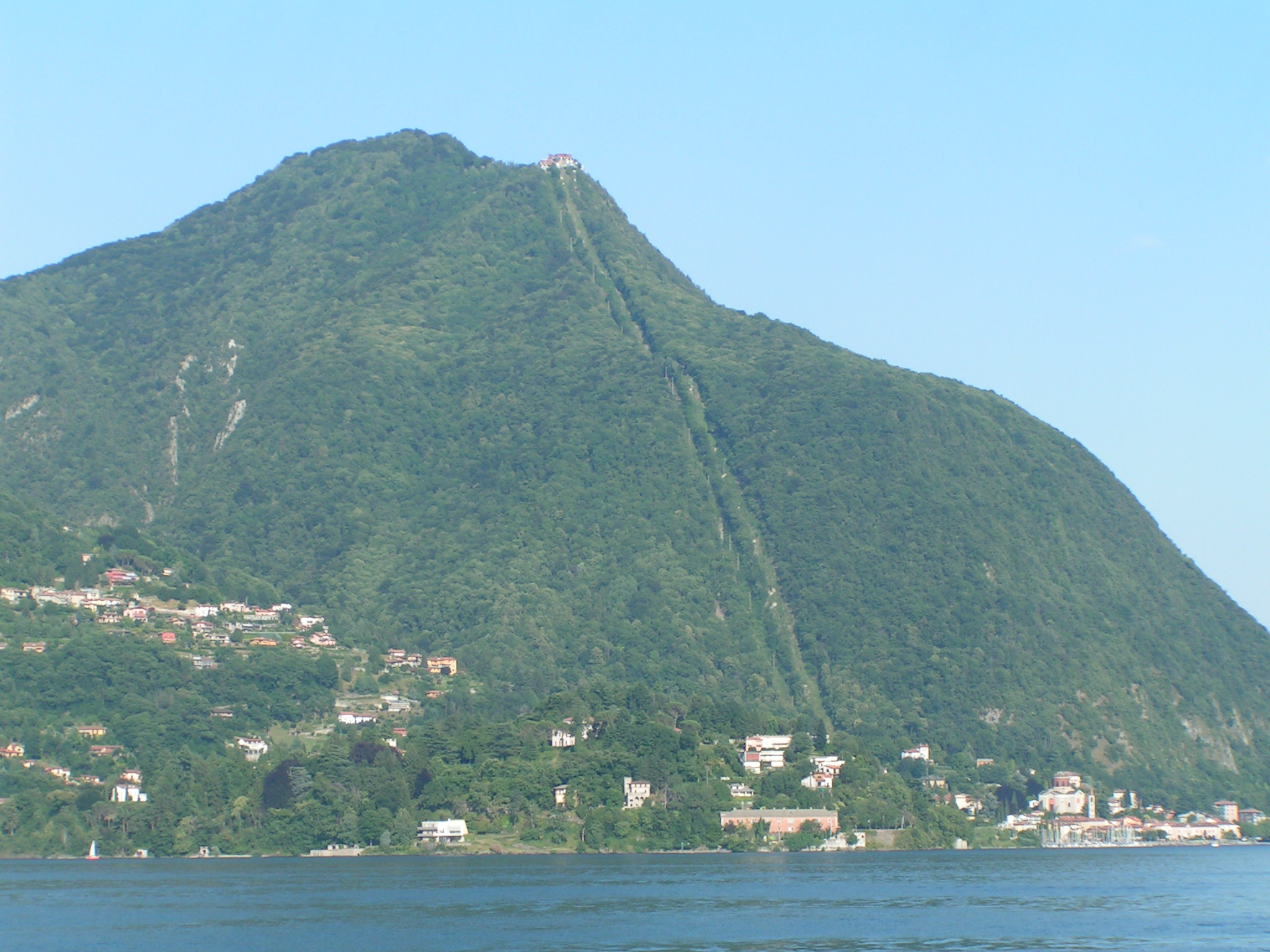
Der Sasso del Ferro. Die Seilbahntrasse ist als Schneise im Wald erkennbar

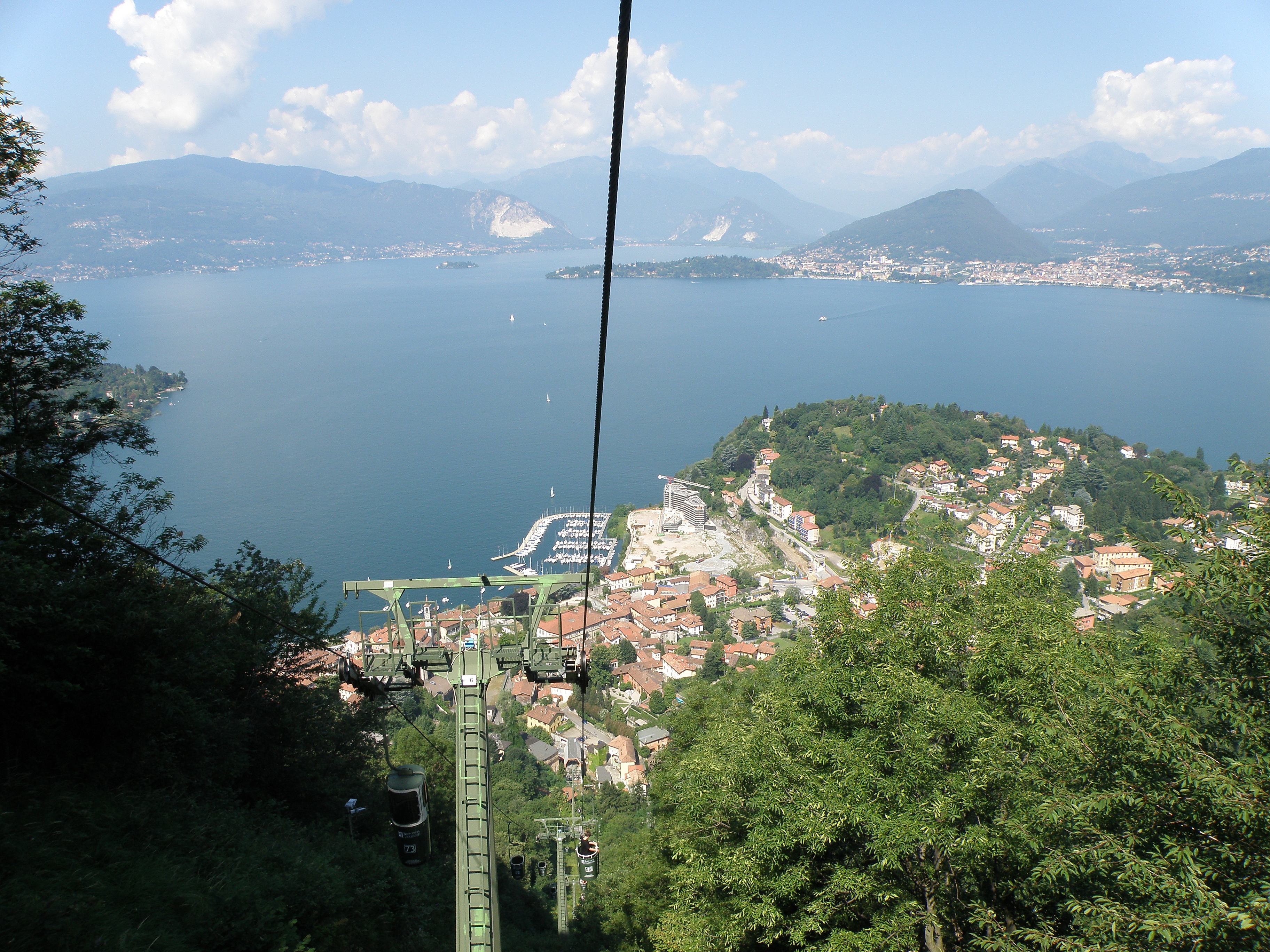
Ausblick während der Fahrt

Die Seilbahn Laveno ist ein Korblift in der lombardischen Stadt Laveno-Mombello, die auf den 1062 Meter hohen Berg Sasso del Ferro (Lage) führt. Die Bergstation steht an seinem Westhang auf 974 m neben einem Restaurant. Sie wird von den Einwohnern liebevoll Farbeimerbahn genannt, weil die Gondeln rund wie ein Eimer sind. 2006 wurde die alte Trojer-Anlage von CCM renoviert, seitdem besitzt sie auch geschlossene Kabinen und ist einheitlich grün.
Die Bahn ist ganzjährig in Betrieb und die Fahrtzeit beträgt rund 16 Minuten. Während der Fahrt und vom Berg aus hat man eine wunderbare Sicht über den Lago Maggiore bis hin zum Monte Rosa. Am Gipfel befindet sich ein Start- und Landeplatz für Paragleiter.
Die Kabinen der Farbeimerbahn haben keine Sitzplätze und fassen nur zwei Personen, die stehen müssen. Es gibt offene und überdachte Kabinen. Es folgt jeweils eine überdachte auf zwei offene.

## Ehemaliger Skilift Laveno
Etwa 50 Meter entfernt von der Bergstation der Bahn, befinden sich die Überreste des Skilifts Laveno, der in den 80er-Jahren in Betrieb war. Es handelt sich hierbei um einen Dreiecks-Kurvenschlepplift mit Tellern, der von der Firma Leitner AG erbaut wurde. Der Lift überwand auf etwa 600 Metern Streckenlänge eine Höhendifferenz von ca. 150 Metern.